# Juan Francisco Camacho de Alcorta
Juan Francisco Camacho de Alcorta (Cadis, 16 de febrer de 1813 - Madrid, 23 de gener de 1896) va ser un financer i polític espanyol, que va destacar per ser ministre d'Hisenda durant el regnat d'Amadeu I, la I República, el regnat d'Alfons XII i durant la regència de Maria Cristina d'Habsburg-Lorena.

## Primers anys
Membre de la Unió Liberal des de 1855, un cop es va fundar després de la Revolució de 1868, en 1880, el Partit Liberal, es va afiliar a aquest moviment polític. Escollit diputat per Alacant entre 1853 i 1857 i per València entre 1858 i 1871 va passar a ocupar un escó al Senat per Múrcia el 1872, retornant després de les eleccions generals espanyoles de 1876 al Congrés dels Diputats pel districte d'Alcoi, encara que en 1878 va renunciar al seu escó en ser nomenat senador vitalici.

## Ministeris
El 1857 va ser nomenat Director General del Tresor sota les ordres d'Alejandro Mon y Menéndez el 1857. Va ser ministre d'Hisenda entre el 20 de febrer i el 26 de maig de 1872 en un govern que va presidir Sagasta, durant el regnat d'Amadeu I de Savoia. Va tornar a repetir cartera ministerial durant la Primera República Espanyola en el gabinet que va presidir Juan Zavala de la Puente. Amb la Restauració borbònica que va dur al tron a Alfons XII va ser novament ministre d'Hisenda en el govern que va encapçalar Sagasta i finalment, durant la regència de Maria Cristina d'Habsburg-Lorena va ocupar per última vegada la cartera d'Hisenda entre el 27 de novembre de 1885 i el 2 d'agost de 1886 en el govern que va presidir de nou Sagasta.
Entre les seves principals actuacions com a ministre destaquen la creació, el 1881, del Cos d'Advocats de l'Estat, la reorganització de la Inspecció de la Hisenda Pública i una avantatjosa conversió del deute públic, així com la reorganització de les rendes públiques. També és de destacar l'establiment d'una contribució industrial i el seu projecte de vendre les forests nacionals, ambdues mesures molt impopulars que van provocar protestes i una forta oposició. Va ser també Director general de la Companyia Arrendatària de Tabacs durant un breu període en el qual va haver de plantar cara a un greu conflicte amb els treballadors en intentar implantar mesures de rigor.

## Passada al Partit Conservador
Després d'abandonar el Partit Liberal va passar a militar en el Partit Conservador i gràcies a la qual cosa va ser nomenat governador del Banc d'Espanya en dues ocasions, entre 1883 i 1884 i entre 1891 i 1892.